# アンダー・ア・ペイル・グレイ・スカイ
『アンダー・ア・ペイル・グレイ・スカイ』（Under a Pale Grey Sky）は、ブラジルのヘヴィメタル・バンド、セパルトゥラのライブ・アルバム。1996年に録音され、2002年にロードランナー・レコードからリリースされた。

## 背景
アルバム『ルーツ』（1996年）に伴うツアーのうち、1996年12月16日のブリクストン・アカデミー公演を収録しており、これがマックス・カヴァレラ、アンドレアス・キッサー、パウロJr.、イゴール・カヴァレラというラインナップによる最後のライブとなった。本作のリリースに先行して、「テリトリー」のライブ音源が配信されている。
アンドレアス・キッサーによれば、本作はロードランナーがバンドの意志と無関係にリリースしたアルバムで、バンドはジャケット、収録曲、プロデューサーの選定にも関与していない。また、キッサーは「あの時期を代表する、もっと良いショウはたくさんあった」と語っている。
音楽評論家のBradley Torreanoはオールミュージックにおいて5点満点中4.5点を付け、「メタルのライブ・アルバムの大部分は、薄っぺらく締まりのない結果になりがちだが、『アンダー・ア・ペイル・グレイ・スカイ』は逆を行っている」と評している。

## 収録曲
特記なき楽曲はセパルトゥラ作。

### ディスク1
1. イツサリ（イントロ） - "Itsári (Intro)" - 1:27
2. ルーツ・ブラッディ・ルーツ - "Roots Bloody Roots" - 3:37
3. スピット - "Spit" - 2:27
4. テリトリー - "Territory" - 4:59
5. モノロゴ・アオ・ペ・オウヴィド - "Monólogo ao Pé do Ouvido" (Chico Science) - 1:21
6. ブリード・アパート - "Breed Apart" - 4:01
7. アティテュード - "Attitude" - 5:54
8. カット・スロート - "Cut-Throat" - 2:53
9. トゥループス・オヴ・ドゥーム - "Troops of Doom" - 2:46
10. ビニース・ザ・リメインズ／マス・ヒプノシス - "Beneath the Remains/Mass Hypnosis" - 4:00
11. ボーン・スタバン - "Born Stubborn" - 4:15
12. デスパリット・クライ - "Desperate Cry" - 2:21
13. ネクロマンサー - "Necromancer" - 3:15
14. ダステッド - "Dusted" - 3:59
15. インデンジャード・スピーシィーズ - "Endangered Species" - 8:25

### ディスク2
1. ウィ・フー・アー・ノット・アズ・アザーズ - "We Who Are Not as Others" - 3:57
2. ストレイトヘイト - "Straighthate" - 5:10
3. ディクテイターシット - "Dictatorshit" - 1:35
4. リフューズ／レジスト - "Refuse/Resist" - 3:52
5. アライズ／デッド・エンブリオニック・セルズ - "Arise/Dead Embryonic Cells" - 3:09
6. スレイヴ・ニュー・ワールド - "Slave New World" (Sepultura, Evan Seinfeld) - 2:42
7. バイオテック・イズ・ゴジラ - "Biotech Is Godzilla" (Sepultura, Jello Biafra) - 2:43
8. インナー・セルフ - "Inner Self" - 4:36
9. ポリシア - "Polícia" - 2:35
10. ウィ・ガッタ・ノウ - "We Gotta Know" (Harley Flanagan, John Joseph, Parris Mayhew) - 3:52
11. カイオヴァス - "Kaiowas" - 6:12
12. ラタマハタ - "Ratamahatta" (Sepultura, Carlinhos Brown) - 5:24
13. オーガスマトロン - "Orgasmatron" (Lemmy Kilmister, Michael Burston, Phil Campbell, Pete Gill) - 6:36

## 参加ミュージシャン
- マックス・カヴァレラ - ボーカル、ギター
- アンドレアス・キッサー - ギター
- パウロJr. - ベース
- イゴール・カヴァレラ - ドラムス

ゲスト・ミュージシャン
- リック・ロドニー - ボーカル(on "We Gotta Know")